# Schloss Würmla

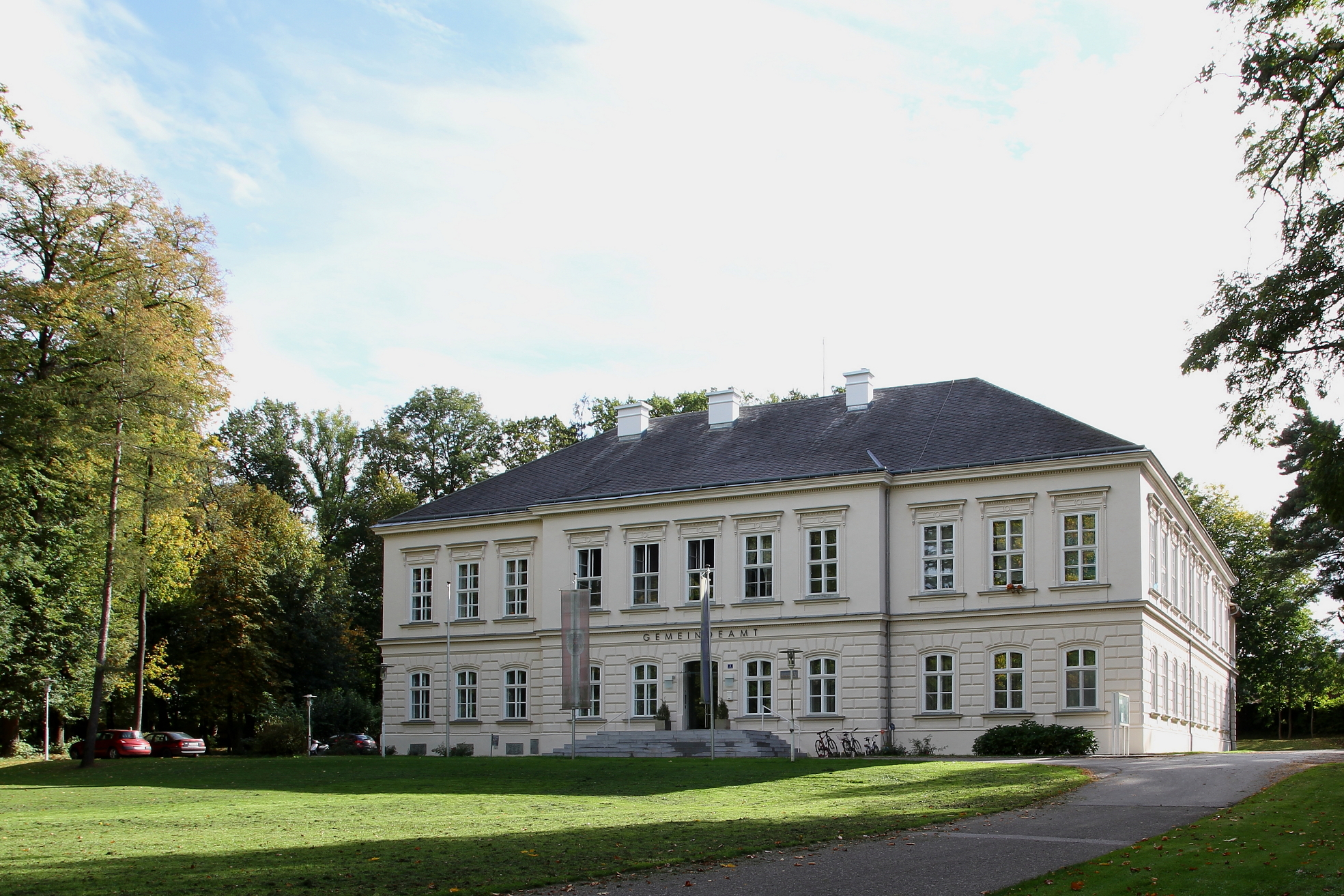
Schloss Würmla

Das Schloss Würmla steht in der Marktgemeinde Würmla im Bezirk Tulln in Niederösterreich. Das ehemalige Schloss und heutige Gemeindeamt steht unter Denkmalschutz (Listeneintrag).

## Geschichte
Urkundlich wurde im 14. Jahrhundert ein Herrschaftssitz der Herren von Pain genannt. Urkundlich wurde 1365 eine Burg als landesfürstliches Lehen genannt. 1523 im Besitz der protestantischen Familie Kornfail. 1730 war eine Rekatholisierung des Herrschaftsgebietes unter den Edlen von Mayenberg. Urkundlich wurde 1742 eine Schlosskapelle genannt. Der Neubau des Schlosses erfolgte unter Adolf Freiherr von Seidler. 1916 ging das Schloss an Heinrich Mendl als Mitbesitzer von Ankerbrot. 1925 war das Schloss das Stefan-Mendl-Erholungsheim der Postgewerkschaft und 1953 ein Erholungsheim der Ankerbrot-Fabrik. 1970 ging das Schloss in Besitz der Gemeinde.
Über einem Wasserschloss aus dem 16. Jahrhundert wurde 1894 nach den Plänen des Architekten Johann Julius Romano Ritter von Ringe ein neues Schloss errichtet. Von 2000 bis 2002 erfolgte ein Umbau zu Wohnungen.

## Architektur
Die dreiflügelige Schlossanlage im Süden des Dorfes war ursprünglich von einer Parkanlage umgeben.
Die zweigeschoßige einheitlich historistisch fassadierte Anlage mit einem Kellergeschoß zeigt sich im Norden mit der Hauptfront mit einem fünfachsigen Mittelrisalit, die Seitentrakte gehen nach Süden. Der Osttrakt hat ein Satteldach mit Dreiecksgiebel. Der Westtrakt hat ein Schopfwalmdach, der Trakt wurde im 20. Jahrhundert mit einem stichkappengewölbten Vorbau mit einer Loggia im Obergeschoß verlängert.
Im Schlossinneren gibt es ein repräsentatives Foyer mit Holztäfelung und stuckierter Decke und ein großräumiges zentrales Treppenhaus mit einer zweiarmigen Treppe. Die Flachdecken zeigen teils dezenten Stuck mit Rosetten.